# Caryanda yangmingshana
Caryanda yangmingshana är en insektsart som beskrevs av Fu, Peng och Z. Zheng 2003. Caryanda yangmingshana ingår i släktet Caryanda och familjen gräshoppor. Inga underarter finns listade i Catalogue of Life.